# 岡村繁

岡村繁獲授日本國家二等瑞寶勛章

岡村繁（1922年7月23日—2014年12月26日），滋賀縣甲賀郡（今甲賀市和湖南市一帶）人，勲二等瑞宝章得獎者。九州大學名譽教授、日本中國學會評議員及學術專門委員、東方學會評議員，曾任久留米大學教授。

## 生平
1922年生。1947年廣島文理科大學文學科畢業。之後出任廣島大學副助教，1959年任名吉屋大學助教，1962年獲文學博士學位。1964年任東北大學副教授，1966年任九州大學副教授，1968年任九州大學教授。1976年任九州中國學會會長，1977年任九州大學圖書館館長，1984年任西日本圖書館學會會長。1986年於九州大學退休，任久留米大學教授。1997年得到了二等瑞宝章。

## 研究領域
主要從事《詩經》至唐代文學的研究，對於六朝文學和《文心雕龍》研究深入。

## 著作
- 《文心雕龍索引》
- 《中國文學專題三講》
- 《毛詩正義譯注》
- 《白氏文集譯注》